# 名誉
名誉（めいよ、英: honor、オナー）とは、よい評判を得ることであり、能力や行為について、すぐれた評価を得ていることを指す。今日では、内部的名誉、外部的名誉、名誉感情の3つに分類される。判例によれば、名誉とは、「人の品性、徳行、名声、信用等の人格的価値」とされる。民法で保護される名誉は、外部的名誉である。様々な組織で贈呈されている「名誉○○」といった称号については、功績を称えるが、実際には職務を担わないといった意味合いがある。

## 概説
18世紀の文学者サミュエル・ジョンソンは名誉について「魂の高潔さ、度量の大きさ、卑しさに対する軽蔑」と定義した。名誉の文化は世界の各地で独立して生み出されたが、こうした名誉は多くの文化で尊重されている。また、個人の正直さや誠実さが今日の名誉の主要な意味に含まれている。名誉の文化の成員には、優位や地位、評判を守るためには暴力も辞さないという覚悟が備わっている。侮辱と、それに対抗することの必要性は名誉の文化にとって重要視される。
名誉の文化は各地の古典にもうかがえる。ホメロス『イリアス』では、名誉と報復が戦士の行動原理として描かれている。アリストテレスは『ニコマコス倫理学』などで、名誉と不名誉（恥辱）が徳や怒りといかなる関係にあるか論じている。キケロ『スキピオの夢』やボエティウス『哲学の慰め』は、名誉の虚しさを説いている。
中国や日本では「名誉」（オナー）の類語として「名」（な）や「体面」「面子」（めんつ）があり、『老子』などが名誉の虚しさを説いている。ルース・ベネディクトは『菊と刀』で、日本文化を名・体面を行動原理とする「恥の文化」と評したことで知られる。

### 日本の名誉の変遷
中世の日本では、個人や家系、所属集団の名誉を守ることが重要視され、名誉が傷つけられた場合には決闘や戦争等の解決手段がとられていた。武家社会では、切腹や仇討ちが、名誉回復の手段であった。
江戸期にて、「栄誉罰」「名誉罰」等の言葉が使われているが、これらは、責任を果たせなかったときに制裁を加えられるという性質の「名誉」であり、各人の「栄誉」は法により保護されるべき利益であるという概念はなかった。
明治期に「名誉」を、法にて保護するべき利益の一つであるという概念が、確立した。
瀬川信久によると、1882年（明治15年）以前には、日本で名誉回復を求める訴訟は行われておらず、1883年（明治16年）に行われた名誉回復を求める訴訟においては、告訴や報道による権利侵害で奪われた利益を「名誉」と呼んでおり、名誉という概念の存在、つまりは法により保護されるべき利益という概念が存在していたことを表す事例であるとしている。

## 法律

### 名誉権 (日本)
日本の実定法において、名誉権（めいよけん）の明文規定は存在せず、日本国憲法第13条（幸福追求権）を根拠規定として判例により確立されてきた（不文法）。
名誉権は人格権の一内容と理解されている。自分の名誉（評判）を守る権利は、民法710条および723条の規定により認められ、保護されている。
他人を誹謗したり中傷して名誉を傷つけることは名誉毀損と言う。
名誉棄損は、犯罪であり、法的には名誉毀損罪に当たる。損害賠償を命じられる場合もある。名誉棄損が行われた場合に、それを放置せず、名誉（評判）を何らかの方法で回復する手段・手続きを名誉回復という。

### 名誉の回復方法
名誉を毀損された場合、民事裁判により法的救済手段をとることができる。民事裁判においては、損害賠償、謝罪広告、差し止め請求等を求めることができる。
メディアによる名誉毀損の場合は、これに加え、訂正放送、放送倫理・番組向上機構(BPO)による苦情解決など、放送法による解決手段も求めることができる。

## 名誉にまつわる言葉
- 地位と名誉：社会的に高い地位と名声・名望があること。
- 名誉ある撤退：大義ある撤退のこと。
- 名誉なこと：表彰される場合に、答礼として述べる。「光栄なこと」と同義。

## 称号など
功績をたたえて、なんらかの地位や職を形式的に贈るときに、その地位や職名の上（前）に付ける語（接頭辞）。
功績をたたえたいが、かといって地位を与えたり、本当に職を与えて任にあたらせたりするわけにはいかない場合に、（言葉の上で）あたかもある地位についてもらったかのように、言葉の上で形式的に扱うよう時に、地位名や職名の前に冠する言葉である。あくまで形式なので、実質的内容は伴わないことが多い。
例えば「名誉市民」と言えば、ある人物のことを、その市の市政府や市の住民たちが尊敬していたり愛着を感じている、ということを表明するために、あるいは（著名な）人物と関わりのある市だとのイメージを人々から持たれることでPRに役立てたい、などという考えで「名誉市民」の地位を贈る。だが、「名誉市民」はあくまで言葉（形式）であり（でしかなく）、実際には住民票（や本籍）は無く、市民の諸権利は無いし、また市民税なども納めさせられることはない。
職に関しては、「名誉職」や「栄誉職」などと言う。基本的にはあくまで形式的で、実際には職務をほとんどまかされていないこと、全く権限を持っていないこと（あるいはほぼ持っていないこと）が一般的である。
例えば、長年、会長の職を行ってきた人物がいたとする。その人物が次第に高齢化し体力的な面で従来どおりに職務をまっとうすることが困難になったり、次世代の人材も順調に育ってきていて（実力では同じようなものでも、あるいは次世代のほうがまだ若干劣っていても）「組織の健全な新陳代謝」という観点からは世代への交代を行ったほうがよい場合、当人の判断として、あるいは組織全体の判断として、次世代の相対的に若い人に　その会長職をまかせたほうが良いという判断になる。だが、次世代の人に会長職に就いてもらい、現会長には辞めてもらうにしても、いきなり現会長を勇退させ「組織とは無関係の人」にしてしまうのは、過去の功績の大きさから考えると、当人にとっても、周囲の人々にとっても、道義的な判断とは言い難い。そういう場合に「名誉会長」という形式的な地位を設定し、現会長には一旦その「名誉会長」に就任したことにすると、組織的には多方面から見て丸くおさまることになる（「八方まるくおさまる」ことになる、と言う）。こうした措置により、元会長との関係を維持でき、実質的には決定権はほぼ無いにしても、フルタイムではなくても、組織の現役の上層部の人間と交流を続けることができる。そうした交流の中で、現役の上層部が元会長から助言を得ることも可能になる。
名誉教授の場合は、「名誉教授」の記事を参照のこと。国ごとに位置づけは若干ことなる。
将棋界の「名誉名人」は、実際には名人になっていないが、名人級の功績のある者に与えられる。
「名誉会員」は、会費納付などの義務も無く、議決権行使の権利なども有しないことが多い。
実質的内容が伴わないという観点から、「名誉○○」という称号が胡散臭いものとして扱われることがある。
例えば次のようなものがある。
- 名誉総裁（日本赤十字社、公益法人など）
- 名誉騎士（イギリス王室など）
- 名誉会長（エクアドル政府など）
- 名誉教授（大学)
- 名誉学長（大学など）
- 名誉院長（病院など）
- 名誉フェロー（学会など）
- 名誉会員（学会など）

- 名誉会長（学会、企業など）
- 名誉社長（日本赤十字社など）
- 名誉社員（日本赤十字社など）
- 名誉消防団長（消防団など）
- 名誉消防団員（消防団など）
- 名誉大使（都道府県など）
- 名誉市長（市町村など）

- 名誉市民 など（地方公共団体：付与する団体によって都道府県市区町村それぞれ名称が異なる）
- 名誉師範（学会など）
- 名誉博士（大学など。いわゆる名誉学位のひとつ）
- 名誉国民（国家）
- 名誉名人（日本将棋連盟など。同様に名誉十段なども存在する）
- 名誉棋聖（日本棋院。同様に名誉碁聖なども存在する）

## 文献情報
- 苅谷千尋「名誉の政治学:バークの政党論を手がかりに」『政策科学』第14巻第1号、立命館大学政策科学会、2006年10月、27-41頁、CRID 1390572174749817600、doi:10.34382/00004728、hdl:10367/4167、ISSN 0919-4851。
- 川崎晴朗「欧州共同体の国際交通権及び名誉権」『外務省調査月報』2007年度第4号、外務省第一国際情報官室、2008年3月、1-27頁、ISSN 04473523。「国立国会図書館デジタルコレクション」
- 大野道邦「名誉の社会学 -現代における名誉の可能性-」『奈良女子大学社会学論集』第12巻、奈良女子大学社会学研究会、2005年3月、11-23頁、CRID 1050564288344323328、hdl:10935/245、ISSN 1340-4032。
- 長谷川貞之; 湯淺正敏; 松島隆弘『メディアによる名誉毀損と損害賠償』三協法規、2011年7月10日。ISBN 9784882602286。